# Mateo 5

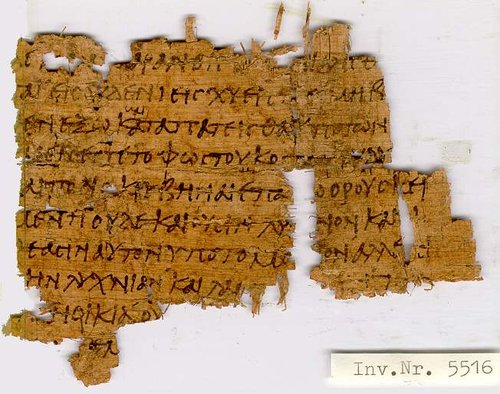
Mateo 5:13-16 en Papiro 86

Mateo 5 es el quinto capítulo del Evangelio de Mateo del Nuevo Testamento. Contiene la primera parte del Sermón de la Montaña, cuyas otras partes se encuentran en los capítulos 6 y 7. Algunas partes son similares al Sermón de la llanura de Lucas 6, pero gran parte del material sólo se encuentra en Mateo. Es uno de los capítulos más discutidos y analizados del Nuevo Testamento. Warren Kissinger informa de que entre los primeros cristianos, ningún capítulo era citado con más frecuencia por los primeros eruditos. Lo mismo ocurre en la erudición moderna.

## Texto
El texto original fue escrito en griego koiné. Este capítulo está dividido en 48 versículos.

### Testigos textuales
Algunos manuscritos tempranos que contienen texto de este capítulo son:
- Papiro 64 (Papiro de la Magdalena) (c. 200 d. C.; versículos 20-22, 25-28 existentes)
- Papiro 86 (siglo IV; se conservan los versículos 13-16, 22-25)
- Codex Vaticanus (siglo IV)
- Codex Sinaiticus (siglo IV)
- Codex Washingtonianus (siglos IV-V)
- Codex Bezae (siglo V)
- Codex Alexandrinus (siglo V)
- Codex Ephraemi Rescriptus (siglo V; se conservan los versículos 1-14)

## Estructura
La estructura de Mateo 5 puede desglosarse de la siguiente manera:
- Mateo 5:1–12 –  Escenario y Bienaventuranzas
- Mateo 5:13–16 – Sal de la tierra y luz del mundo
- Mateo 5:17–20 – La ley y los Profetas
- Mateo 5:21–26 – No odiéis
- Mateo 5:27–30 – No codiciéis
- Mateo 5:31–32 – No os divorcies excepto en caso de fornicación
- Mateo 5:33–37 – No hagáis juramentos
- Mateo 5:38–42 – No toméis represalias
- Mateo 5:43–48 – Amad a vuestros enemigos

## Bienaventuranzas

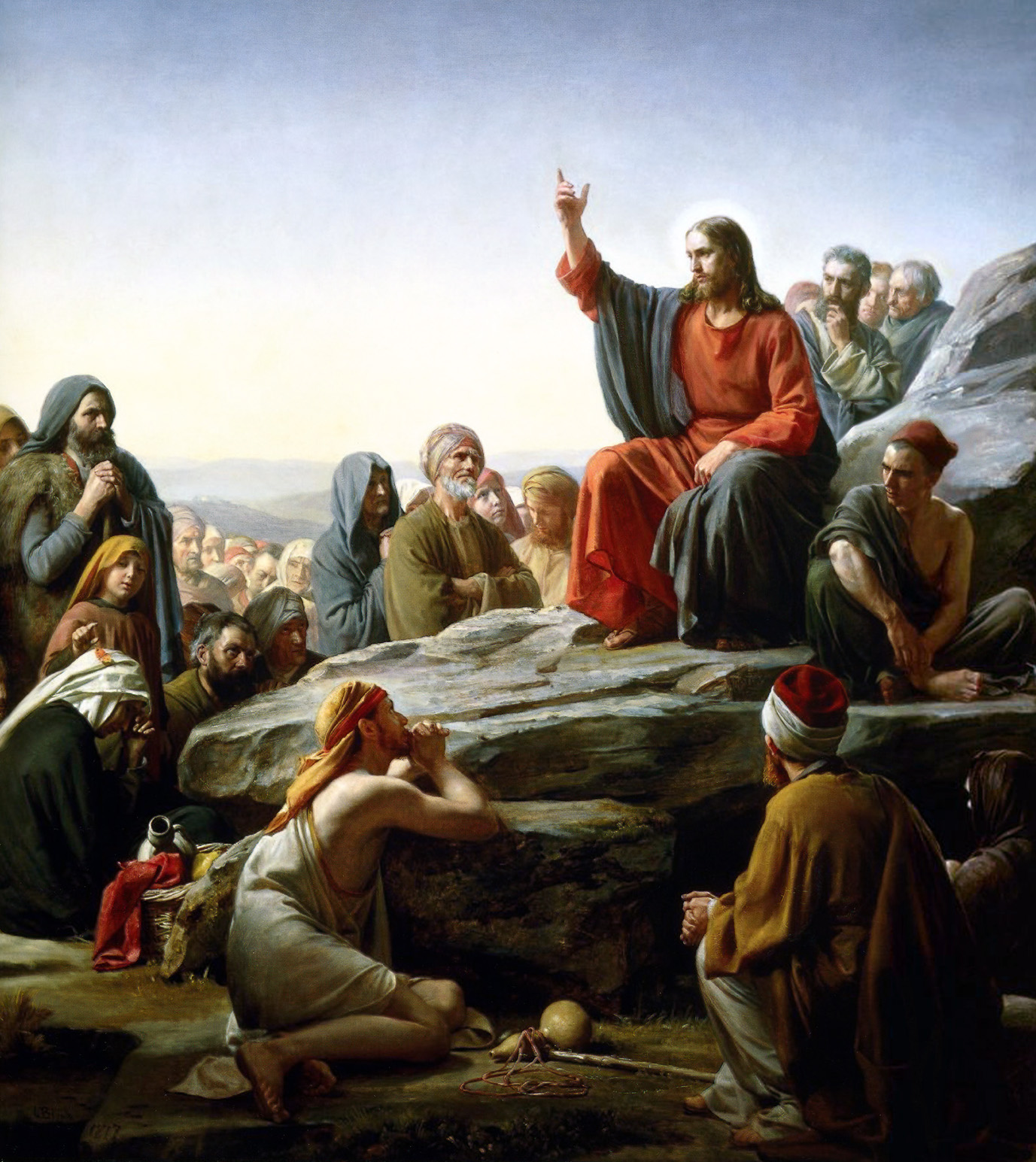
El Sermón de la Montaña, por Carl Heinrich Bloch, 1877

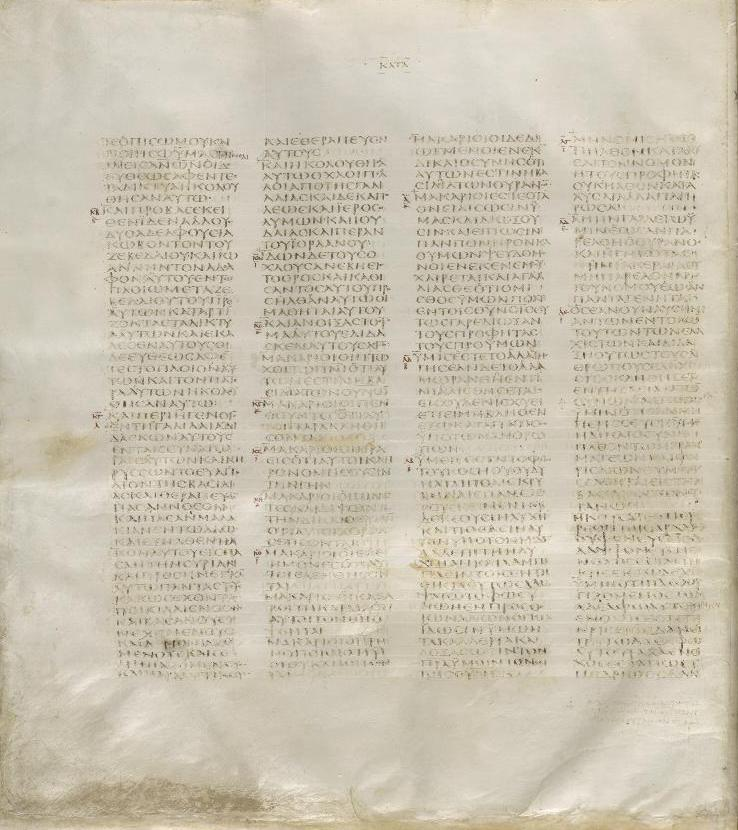
Codex Sinaiticus (AD 330-360), Mateo 4:19-5:22

### Antítesis

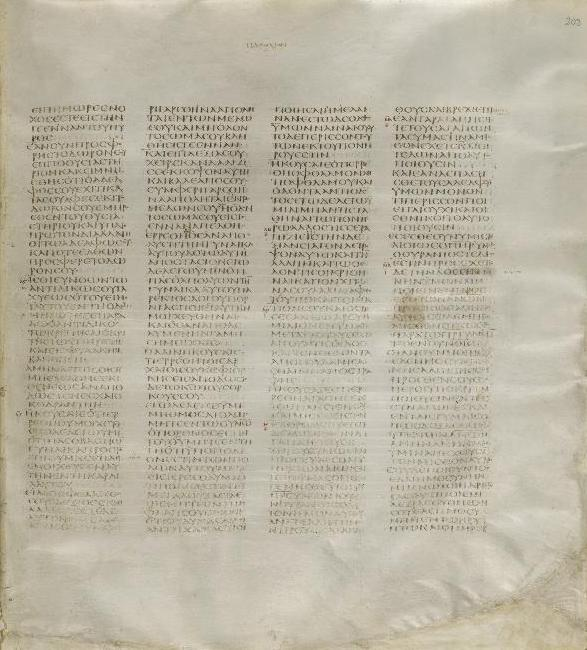
Codex Sinaiticus (330-60 d. C.), Mateo 5:22-6:4